# Gilbert Guyot
Gilbert Guyot (4 luglio 1948) è un ex calciatore svizzero, di ruolo difensore.

## Carriera

### Nazionale
Ha collezionato venti presenze con la propria Nazionale.